# 郵政編號1142

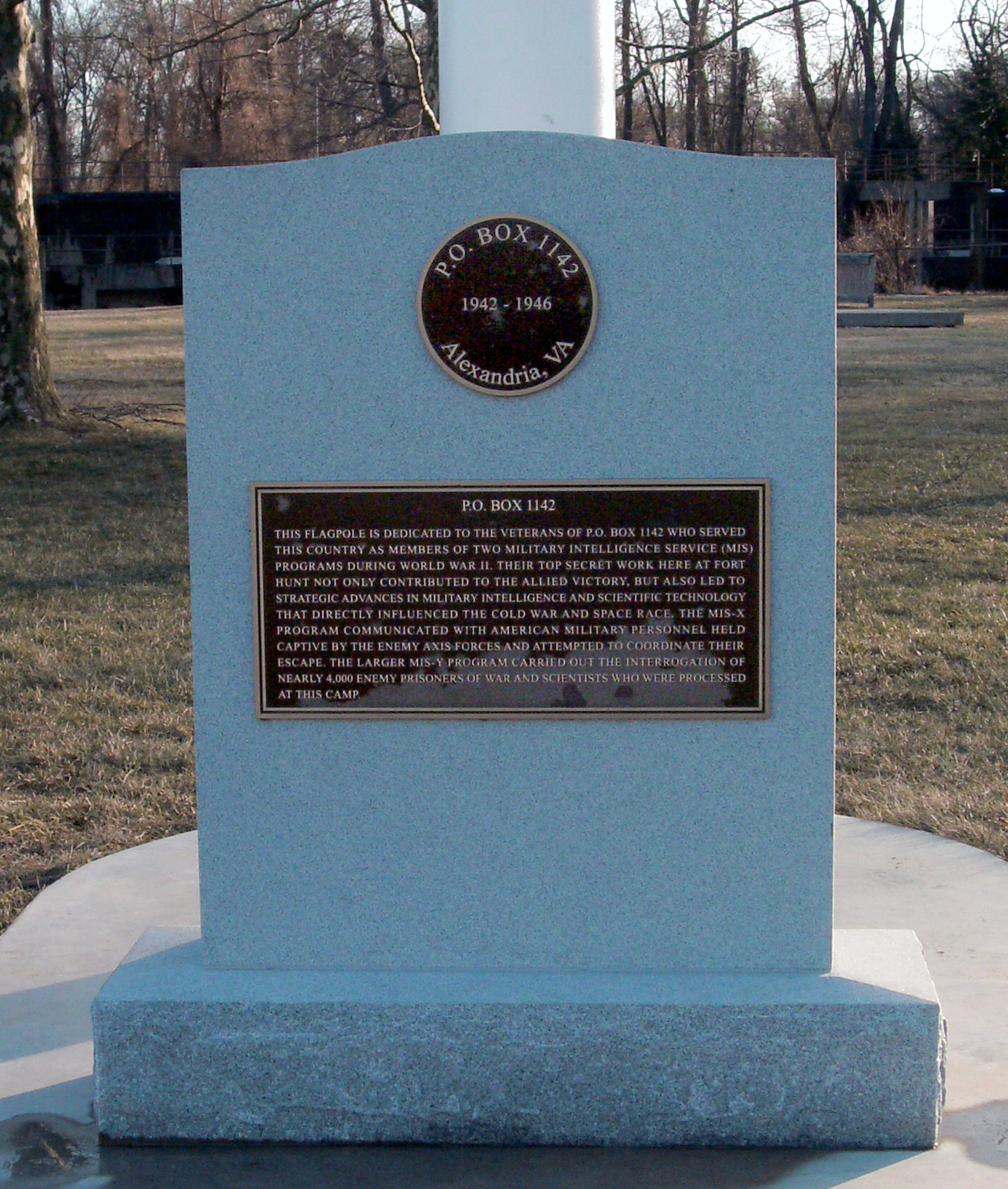
亨特堡公園的郵政編號1142紀念牌

郵政編號1142（英語：P. O. Box 1142），是美國在第二次世界大戰期間的一座秘密軍事情報地方。當時軍情處有兩個特別分支，分別為MIS-X和MIS-Y，MIS-X專注於美國在歐洲關押戰俘的逃亡活動；而MIS-Y則負責審問戰俘，此分支以其郵政編號1142而著名。許多囚犯都是猶太人，他們自小便逃離德國，精通德語和德國文化，而且有打擊納粹德國的共同目的。
關押在郵政編號1142的著名人物有火箭專家韦恩赫尔·冯·布劳恩和納粹陸軍中將莱因哈德·盖伦等人。
郵政編號1142位於維吉尼亞州亨特堡 ，曾經是乔治·华盛顿的農地。然而此設施違反了日内瓦公约，因為美方沒有通知红會對囚犯的轉移和囚禁，但據生還者所說，美方並沒有在這裡使用酷刑。
在戰後，這設施一直保持機密，直到2000年代美国国家公园管理局才發現這段歷史。

## 審問過程
在1942至1946年間，超過3,400名囚犯被審問，其中超過500人是科學家，他們因為回纹针行动才抵達美國。在審問中，美方發現了有關德國在火箭技術、噴氣技術、武器系統和聲波魚雷方面取得進步的重要資訊，使美國能夠利用這些信息去制定有效的聲學魚雷反擊措施。
據生還者所說，美方並沒有在這裡使用酷刑，反而是使用心理戰術，例如威嚇把他們交給蘇聯處理。美国国家公园管理局保護員布兰登·比斯（Brandon Bies）訪問了超過70名曾關在這裡的人，他們都說美軍沒有對他們使用酷刑，並沒有證顯示曾經使用。